# صباح (فیلم)
صباح یک فیلم درام و عاشقانه ۸۶ دقیقه‌ای کانادایی به کارگردانی و نویسندگی ربا ندا با بازی آرسینه خانجیان در نقش صباح، یک زن مسلمان سنتی ساکن تورنتو که عاشق استفن، یک مرد غیر مسلمان کانادایی (با بازی شان دویل) می‌شود. این فیلم عنوان جایگزین (آب‌سرد-Coldwater) را داشت. خنجیان در سال ۲۰۰۶ برای بازی در این فیلم نامزد بهترین بازیگر زن به عنوان بخشی از جایزه جینی ۲۰۰۶ شد.

## داستان
صباح یک مهاجر زن مجرد ۴۰ ساله از سوریه است که به همراه خانواده‌اش در تورنتو زندگی می‌کند. او مسئول سلامتی مادرش است. از زمان مرگ پدرش، برادرش مجید، مرجع خانواده بوده‌است.
خواهرزاده‌اش، سوهیر، نمی‌خواهد او شوهرش را انتخاب کند. ازدواج او سخت است و او بر سنت پافشاری می‌کند. صباح تصمیم می‌گیرد دوباره شنا را شروع کند. فعالیتی که از نظر مجید مجاز نیست. او در استخر شهر مردی بنام استفن را ملاقات می‌کند. آنها جذب یکدیگر می‌شوند. صباح چون مسلمان نیست دوستی آنها را از خانواده‌اش پنهان می‌کند.
با گذشت زمان، رابطه آنها عمیق می‌شود و در یک لحظه آنها یک بوسه را با هم تقسیم می‌کنند. خواهرزاده صباح به او رقص شکم می‌آموزد که صباح از آن لذت می‌برد. یک روز، در حالی که استفن را در کارگاه نجاری‌اش ملاقات می‌کند، تصمیم می‌گیرد یک شب با او بماند. به مادرش اطلاع می‌دهد که در آن شب برنمی‌گردد، او می‌رقصد و آن دو با هم رابطه جنسی برقرار می‌کنند.
روز بعد هنگام بازگشت به خانه با مادر، برادر، خواهر، خواهرشوهر و خواهرزاده اش روبرو می‌شود که مشتاقانه منتظر او هستند. او پس از مدتی تردید، حقیقت کارهای خود را در چند ماه اخیر به آنها می‌گوید. مجید در پاسخ اعلام کرد که صباح دیگر عضوی از خانواده نیست، زیرا سنت‌های مسلمانان ازدواج زنان مسلمان با غیرمسلمانان را ممنوع کرده‌است. صباح می‌رود و مجید تصمیم می‌گیرد از مادرشان مراقبت کند.
در کارگاه استفان، صباح با مادر، خواهر و خواهر شوهرش ملاقات می‌کند که اصرار دارند با مجید صحبت کند. مجید به او می‌گوید که پولی که پدرشان گذاشته هشت سال پیش تمام شده و او خودش مخارج خانواده را تأمین می‌کند. در نهایت هر دو موافق هستند که خانواده باید تغییر کند. زنان خانواده تحت تأثیر استفن و چشمان آبی عمیق او قرار گرفته‌اند.
فیلم با ضیافتی در خانه خانوادگی صباح به پایان می‌رسد. استفان در حال اختلاط با پدر و مادرش است و همه اوقات خوشی را سپری می‌کنند.